# Qozlījeh
Qozlījeh (persiska: قِزليجِه, قِزِلجِه, قزليجه) är en ort i Iran.   Den ligger i provinsen Markazi, i den centrala delen av landet, 250 km sydväst om huvudstaden Teheran. Qozlījeh ligger 2 051 meter över havet och antalet invånare är 280.
Terrängen runt Qozlījeh är kuperad åt nordväst, men åt sydost är den platt.Runt Qozlījeh är det ganska tätbefolkat, med 60 invånare per kvadratkilometer. Närmaste större samhälle är Arak, 14,9 km öster om Qozlījeh. Trakten runt Qozlījeh består i huvudsak av gräsmarker.